# Bataille du mont Suello
Guerre austro-prussienne-Troisième guerre d'Indépendance italienne
Batailles
- front austro-prussien

- Hühnerwasser
- Podol
- Trautenau
- Nachod
- Langensalza
- Oswiecim
- Münchengrätz
- Soor
- Skalitz
- Gitschin
- Königinhof
- Schweinschædel
- Sadowa (Königgrätz)
- Dermbach
- Kissingen
- Aschaffenbourg
- Hundheim
- Blumenau
- Tauberbischofsheim
- Werbach
- Helmstadt/Uettingen
- Gerchsheim
- Uettingen/Roßbrunn/Hettstadt

- front austro-italien

- Custoza
- Val Vestino
- Cimego
- Pieve di Ledro
- Monte Nota
- Monte Suello
- Lissa
- Bezzecca
- Primolano
- Borgo
- Cimego
- Levico
- Versa

La bataille du Mont Suello est un épisode de la troisième guerre d'indépendance italienne. Elle s'est déroulée le 3 juillet 1866 dans la commune de Bagolino, du début de l'après-midi au soir, pendant cinq heures au total, entre les 1er et 3e régiments du corps des volontaires italiens de Giuseppe Garibaldi, parmi lesquels se trouvait le futur Premier ministre Alessandro Fortis, et les Autrichiens de la 8e division du général Von Kuhn.
Gagnée par les Garibaldiens, elle contraint les Autrichiens à se retirer des plaines de la Vallée du Chiese et à se réfugier au-delà des forts de Lardaro et d'Ampola. Giuseppe Garibaldi est également blessé dans la bataille et, afin d'encourager ses hommes mis en difficulté par l'attaque ennemie, il pousse jusqu'aux lignes autrichiennes.

## Avant-propos
Le général Von Kuhn avait préparé un plan offensif pour conquérir la Rocca d'Anfo dans trois directions d'attaque ; il ordonna au lieutenant-colonel Heribert Höffern von Saalfeld d'occuper Riccomassimo, Monte Macao, Vessil et le Col Bruffione le 30 juin et de poursuivre le 1er juillet jusqu'à Bagolino, en faisant des diversions vers le col Maniva et le col Crocedomini au-dessus de Breno ; au centre du déploiement, au capitaine Ludwig von Gredler avec quatre compagnies de la brigade de Bruno Freiherr von Montluisant et une compagnie de volontaires viennois et tyroliens, qui seront stationnés pour la journée du 2 dans la Valle del Chiese au Monte Suello avec pour mission de bloquer le passage vers la forteresse de Rocca d'Anfo et enfin vers le sud Le lieutenant-colonel Hermann Thour von Fernburg avec sa demi-brigade, après s'être assuré le contrôle de tous les cols de la vallée de Ledro (Passo Nota et Tremalzo), occuper Magasa, Turano et la vallée de Vestino le 1er juillet, et le 2, à travers les monts Vesta et Manos, au-dessus de Bollone et Capovalle respectivement, procéder à l'encerclement complet de la Rocca d'Anfo en descendant vers Trévise et Idro. L'opération dans le Val Camonica est plutôt confiée à la demi-brigade du major Alexander von Metz.
Le matin du 3 juillet, le général Giuseppe Garibaldi, observant depuis la Rocca d'Anfo les mouvements des Autrichiens qui occupent la petite église de Sant'Antonio près de Ponte Caffaro, donne un ordre péremptoire au colonel Clemente Corte, commandant de la 4e brigade de volontaires italiens, composée des 1er et 3e régiments, appuyée par le 1er bataillon de Bersaglieri génois sous les ordres du major Antonio Mosto et une batterie d'artillerie de montagne de l'armée royale (Regio esercito), pour "chasser ces mouches" de leurs positions.

## La bataille
À 14 heures de l'après-midi, les premiers affrontements violents ont éclaté. Le colonel Corte s'avance avec six compagnies du 1er régiment en colonne de quatre sur la route qui monte à Bagolino, flanqué à gauche, sur les pentes de la montagne, par la compagnie de Bersaglieri génois, et soutenu derrière par une section d'artillerie et la réserve du 3e régiment de Giacinto Bruzzesi. Les Autrichiens, environ 868 hommes, répartis en quatre compagnies de Kaiserjäger, les 31e, 32e, 35e et 36e, du VIe bataillon de la demi-brigade du colonel Heribert Höffern von Saalfeld commandée par le capitaine Ludwig von Gredler, stratégiquement positionnés sur les pentes de la montagne et étendus le long de la route, commencent à tirer sur l'avancée des chemises rouges (en italien : Camicie rosse).
Certains officiers sont immédiatement tués ou touchés, le général Garibaldi lui-même se précipite sur les lieux et est blessé à la cuisse gauche par un de ses soldats maladroits. Soutenu par le capitaine Ergisto Bezzi, il est immédiatement transporté dans un chalet de San'Antonio pour être soigné par Enrico Albanese, un médecin de Palerme, et Jessie White Mario, puis transféré à la Rocca d'Anfo.

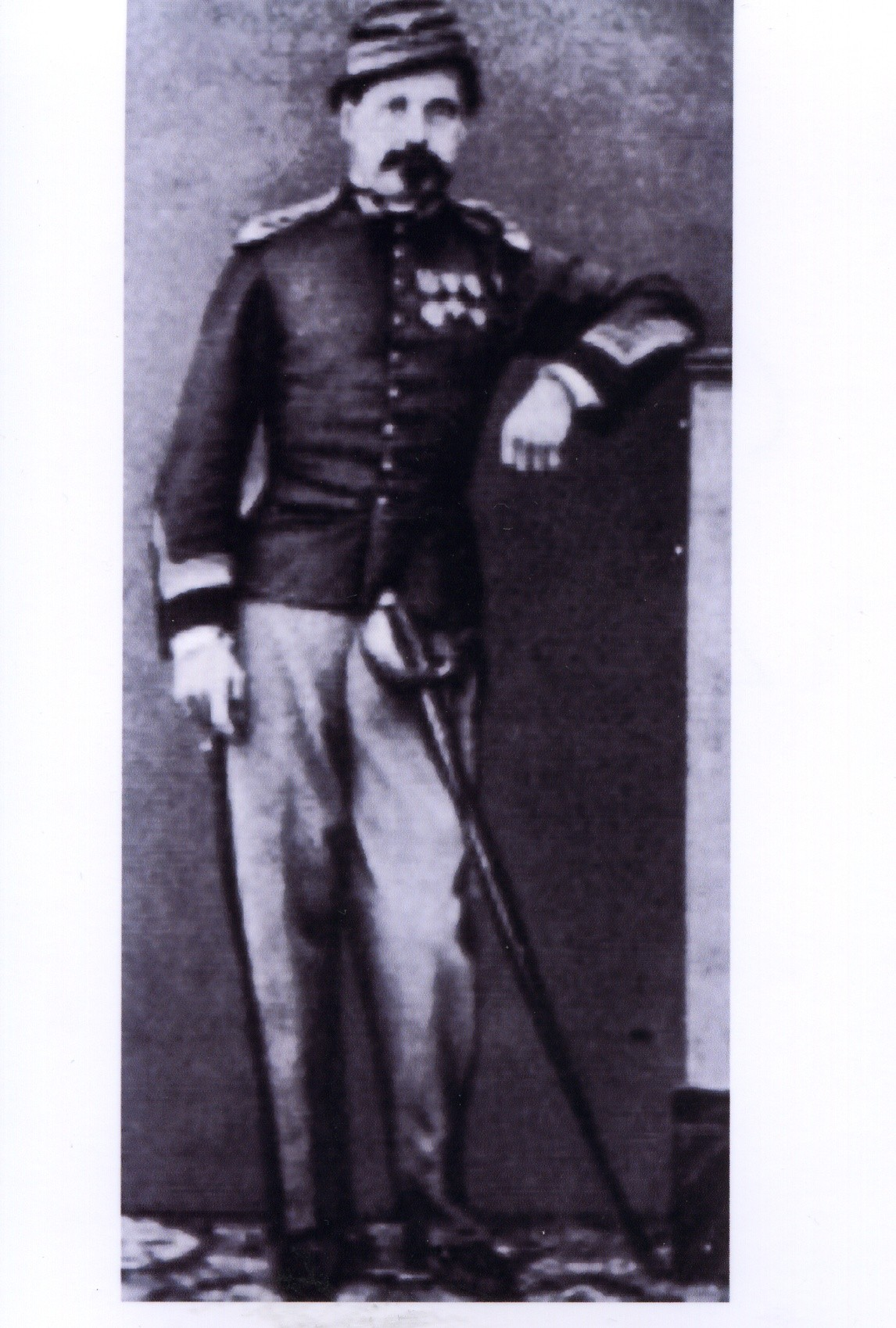
Colonel Giacinto Bruzzesi, médaille d'or de la valeur militaire pour son comportement héroïque du Monte Suello.

Les Autrichiens enhardis, croyant avoir la victoire à portée de main, commencent à avancer de façon menaçante le long des pentes de la montagne avec toutes leurs forces, cinq compagnies de 7 à 800 hommes, obligeant les Garibaldiens à se mettre « à l'abri des feux trop meurtriers de l'ennemi et auxquels il était impossible de répondre ». Peu avant, à 13 heures, une colonne autrichienne sous le commandement du capitaine Schiffler avait avancé de façon menaçante le long de la route de Ponte Caffaro jusqu'à l'église de San Giacomo, où elle était tombée sous le feu de deux petits canons des deux bateaux de la Douane opérant près des rives du lac Idro. À 15 heures, les Autrichiens ont été arrêtés par la contre-attaque d'une compagnie de Bersaglieri génois avec le concours de quatre pièces d'artillerie.
Tout semble perdu pour les Italiens, qui sont pressés par le dernier assaut ennemi, même si dans les rangs des Autrichiens il y a des morts et des blessés, dont le capitaine Spagnoli, commandant des 31e et 32e compagnies, qui est blessé à un œil et doit se retirer du combat, cédant le commandement au capitaine Walter. La journée fut sauvée, comme le déclara Giuseppe Garibaldi, grâce au "sang froid et au courage" du colonel Giacinto Bruzzesi qui occupa les hauteurs de Sant'Antonio et positionna deux canons de la batterie de montagne de l'armée royale, commençant une attaque meurtrière sur la colonne autrichienne et lançant finalement un ultime assaut décisif avec sept compagnies. Les Autrichiens cèdent à l'élan et sont bientôt contraints, vers 19 heures, de se replier sur la crête du Mont Suello, qu'ils abandonnent furtivement pendant la nuit, couverts à l'arrière-garde par le capitaine Schiffler et la 1re compagnie de canonniers volontaires viennois et tyroliens (Wien-Tiroler Scharfschützen), se réfugiant à Ponte Caffaro et Lodrone, puis plus tard dans les forts de Lardaro et Ampola.
Plus au nord, le colonel Heribert Höffern von Saalfeld, qui avait tenté sans succès depuis Bagolino d'atteindre la vallée de Levrazzo afin de plonger derrière les Italiens, avait également entamé son repli vers des positions plus en retrait, une action achevée le 4 juillet sur la malga de Bruffione et le repli ultérieur vers Roncone et les forts de Lardaro.
Le général Giuseppe Garibaldi a lui-même décrit les événements de cette journée dans ses "Memorie" (Mémoires) :
 "Pendant un certain temps, tout s'est bien passé, et l'ennemi a reculé devant la bravoure des nôtres ; mais étant renforcés par les réserves qui couronnaient les hauteurs du mont Suello, et trouvant nos soldats dans des positions de plus en plus redoutables, ils ont fini par être arrêtés dans leur élan...". Finalement, la journée est restée indécise, et nous sommes restés sur les positions en dessous du Monte Suello. Blessé à la cuisse gauche, j'ai été obligé de battre en retraite".
L'issue de la bataille reste de toute façon incertaine pendant de nombreuses heures et la Cour, craignant une contre-attaque de la demi-brigade du colonel Hermann Thour von Fernburg à Moerna, ordonne la retraite immédiate de toutes les divisions opérant dans la vallée de Vestino sous le commandement du major Luigi Castellazzo et celle de ses hommes dans la Rocca d'Anfo.
Dans la nuit du 3 au 4, les premières unités du 9e régiment de Menotti Garibaldi' arrivent pour renforcer Anfo, et le lendemain, le 1er bataillon de ce régiment commandé par le major Enrico Cairoli occupe le sommet du Monte Suello, tandis que le 2e bataillon s'installe à Bagolino.

## Conclusion
Avec cette dernière opération, le plan préparé par le général Von Kuhn prend fin presque complètement, puisqu'il n'atteint pas les objectifs prévus, c'est-à-dire l'expulsion des Italiens du Trentin par l'encerclement de la Rocca d'Anfo, tandis que la seule action autrichienne encore en cours et d'une certaine entité reste celle du Valcamonica. Forts de leur victoire, les Italiens occupent la plaine de la rivière Chiese et la vallée de Vestino, se préparant à assiéger le fort d'Ampola et la marche d'approche vers les forts de Lardaro.

## Pertes
Les troupes volontaires italiennes ont subi 70 morts (3 officiers), 266 blessés (14 officiers) et 22 disparus. Les données sont discordantes en ce qui concerne les pertes ennemies qui, selon les sources italiennes, sont de 15 morts (1 officier) et 43 (2 officiers) blessés alors que les rapports militaires autrichiens font état de 10 morts et 18 blessés.

## Galerie d'images
| - La pierre commémorative, située près du sanctuaire, qui rappelle le lieu où Garibaldi a été blessé et où le capitaine Angelo Bottino a été tué. - Le site de la bataille vu de Sant'Antonio - Le mémorial de Monte Suello - L'entrée du sanctuaire de Monte Suello - L'église de Sant'Antonio vue du sanctuaire. Ici, l'artillerie de Garibaldi a été placée. |

## Source
- (it) Cet article est partiellement ou en totalité issu de l’article de Wikipédia en italien intitulé « Battaglia di Monte Suello » (voir la liste des auteurs).

## Bibliografie
- (it) R. Gasperi, Per Trento e Trieste. L'amara prova del 1866, 2 vol. Trente 1968
- (it) Fascio di Vestone, Ricordo di Monte Suello, Vestone 1923.
- (it) Gianpaolo Zeni, La guerra delle Sette Settimane. La campagna garibaldina del 1866 sul fronte di Magasa e Val Vestino, Municipalité et bibliothèque de Magasa, 2006.
- (it) Pietro Spinazzi, Ai miei amici: Parole di Pietro Spinazzi, L. Tenente Colonnello comandante il 2.o Regg. Volontari Italiani nella campagna del 1866., Imprimerie de Gênes 1867.
- (it) Carlo Zanoia, Diario della Campagna garibaldina del 1866, par Alberto Agazzi, dans "Studi Garibaldini", n. 6, Bergame 1965.
- (it) Osvaldo Bussi, Una pagina di storia contemporanea, Tipografia Franco-Italiana, Florence 1866.
- (it) Virgilio Estival, Garibaldi e il governo italiano nel 1866, Milan 1866.
- (it) Gianfranco Fagiuoli, 51 giorni con Garibaldi, Cooperativa Il Chiese, Storo 1993.
- (it) Supplemento al n. 254 della Gazzetta Ufficiale del Regno d'Italia (15 septembre 1866).
- (it) Ottone Brentari, Garibaldi e il Trentino, Milao 1907.
- (it) G. Poletti et G. Zontini, La campagna garibaldina del 1866 nei diari popolari di Francesco Cortella di Storo e Giovanni Rinaldi di Darzo, Storo 1982.
- (it) Antonio Fappani, La Campagna garibaldina del 1866 in Valle Sabbia e nelle Giudicarie, Brescia 1970.
- (it) Ugo Zaniboni Ferino, Bezzecca 1866. La campagna garibaldina dall'Adda al Garda, Trente 1966.
- (it) Archives Association culturelle Capitolium, Brescia, gestionnaire de l'Ossuaire de Monte Suello.
- (it) Giuseppe Garibaldi, Le memorie, Nella redazione definitiva del 1872, par la commission royale, Bologne-Rocca S. Casciano, 1932.
- (it) Francesco Martini Crotti, La Campagna dei volontari nel 1866, Cremona, Tip. Fezzi, 1910.